# Al faro
Al faro (título original en inglés, To the Lighthouse) es la quinta novela de Virginia Woolf, publicada el 5 de mayo de 1927. Esta novela es un hito del alto modernismo. El texto, centrado en la familia Ramsay y sus visitas a la isla de Skye en Escocia entre 1910 y 1920, manipula hábilmente el tiempo y la exploración psicológica. 
Al faro sigue y extiende la tradición de los novelistas modernistas como Marcel Proust y James Joyce, en la cual la trama es secundaria respecto a la introspección filosófica y la prosa puede ser retorcida y difícil de seguir. La novela incluye poco diálogo y casi ninguna acción; la mayor parte de ella está escrita como pensamientos y observaciones. La novela recuerda el poder de las emociones infantiles y enfatiza la transitoriedad de las relaciones adultas. Entre los muchos tropos y temas del libro están la pérdida, la subjetividad y el problema de la percepción.
Con esta obra y con la precedente, La señora Dalloway, la crítica comenzó a apreciar la originalidad de Woolf al utilizar recursos hasta entonces vistos en poesía. Al faro se ambienta en dos días separados por diez años. La trama gira alrededor de la familia Ramsay y las reflexiones sobre una visita a un faro y las tensiones familiares conectadas. Uno de los primeros temas de la novela es la lucha en el proceso creativo que acucian a la pintora Lily Briscoe mientras que ella lucha por pintar en medio del drama familiar. La novela es también una reflexión sobre las vidas de los habitantes de una nación en medio de la guerra y la gente detrás de ello. También explora el paso del tiempo y cómo las mujeres se ven forzadas por la sociedad a permitir a los hombres tomar de ellas la fortaleza emocional.
La revista Time incluyó la novela en su lista de 100 mejores novelas en lengua inglesa entre 1923 y 2005. La Modern library la consideró una de las mejores novelas en inglés del siglo XX.

## Trama

### Parte I: La ventana
La novela se ambienta en la casa de veraneo de los Ramsays en las Hébridas, en la isla de Skye. La sección comienza con la señora Ramsay asegurando a James que será posible visitar el faro al día siguiente. Esta predicción la niega el señor Ramsay, quien muestra su seguridad de que el tiempo no aclarará, una opinión que crea cierta tensión entre el señor y la señora Ramsay, y también entre el señor Ramsay y James. Este incidente en particular se menciona en varias ocasiones a lo largo del capítulo, especialmente en el contexto de la relación entre la señora y el señor Ramsay.
Los Ramsay han recibido en su casa a una serie de amigos y colegas, uno de ellos Lily Briscoe quien empieza la novela como una pintora joven e insegura que intenta retratar a la señora Ramsay y su hijo James. Briscoe se encuentra llena de dudas a lo largo de la novela, dudas alimentadas en gran medida por las afirmaciones de Charles Tansley, otro invitado, señalando que las mujeres son incapaces de pintar o de escribir. El propio Tansley es un admirador del señor Ramsay y sus tratados filosóficos.
La sección se cierra con una gran cena. El señor Ramsay casi habla bruscamente a Augustus Carmichael, un poeta de visita, cuando este último pide repetir la sopa. La señora Ramsay, quien está esforzándose por la perfecta cena, se siente ella misma indispuesta cuando Paul Rayley y Minta Doyle, dos conocidos que ella ha juntado en compromiso, llegan tarde a la cena, pues Minta perdió el broche de su abuela en la playa.

### Parte II: El tiempo pasa
La segunda sección se emplea por la autora para dar un sentido del tiempo que pasa, la ausencia y la muerte. Woolf explicó el propósito de esta sección, escribiendo que «era un experimento interesante [que daba] la sensación de que pasaron diez años». El papel de esta sección al unir las dos partes dominantes de la historia también se expresa en las notas de Woolf para la novela, donde por encima de un dibujo de una forma de «H» ella escribió «dos bloques unidos por un corredor». Durante este período Gran Bretaña empieza y acaba de luchar la Primera Guerra Mundial. Además, se informa al lector de la suerte que corrieron los personajes que se presentaron en la primera parte de la novela: la señora Ramsay fallece, Prue muere por complicaciones al dar a luz y Andrew en la guerra. El señor Ramsay queda perdido sin su esposa para alabarlo y reconfortarlo durante sus períodos de miedo y su angustia en relación con la perdurabilidad de su obra filosófica.

### Parte III: El faro
En la sección final, «El faro», parte de los Ramsay que quedan regresan a la casa de veraneo diez años después de los acontecimientos relatados en la parte I, pues el señor Ramsay finalmente planea hacer el largamente demorado viaje al faro con su hijo James y la hija Camilla, «Cam». El viaje casi no acontece, pues los niños no estaban preparados, pero al final salen de casa. En el camino, los niños están de morros con su padre por obligarles a ir. James mantiene firme el bote, y más que percibir las palabras bruscas que esperaba de su padre, oye alabanzas, proporcionando un raro momento de empatía entre el padre y el hijo; la actitud de Cam hacia su padre también ha cambiado.
Los acompaña el marinero Macalister y su hijo, quien pesca durante el viaje. El hijo corta un trozo de carne del pescado para usarlo de cebo, lanzando el pescado herido al mar.
Mientras navegan hacia el faro, Lily intenta acabar su pintura inacabada. Reconsidera sus recuerdos de la señora Ramsay, agradecida por la ayuda que le dio al impulsarla a que continuara con su arte, y al mismo tiempo luchando por liberarse de su control tácito sobre otros aspectos de su vida. Al acabar la pintura y verla, queda satisfecha, y se da cuenta de que la ejecución de su visión es más importante para ella que la idea de dejar algún tipo de legado en su obra —una lección que el señor Ramsay aún tiene que aprender—.